# زمین‌لرزه ۱۹۰۷ تاجیکستان
زمین‌لرزه تاجیکستان  در تاریخ ۲۱ اکتبر ۱۹۰۷ میلادی، برابر با ‎۲۸ مهر ۱۲۸۶، ساعت ۴:۲۳:۳۶ به زمان یوتی‌سی در تاجیکستان رخ داد. بزرگی آن ۷٫۲ در مقیاس Mw اعلام شده‌است. زمین‌لرزه به وقت محلی در روز دوشنبه، ساعت ۱۰ روی داده و منطقه زمانی آن یوتی‌سی +۶ بوده‌است .
سازمان زمین‌شناسی آمریکا نیز جای این زمین‌لرزه را در مختصات ۳۸°شمالی ۶۹°شرقی / ۳۸°شمالی ۶۹°شرقی و بزرگی آنرا برابر با ۸ در مقیاس ریشتر اعلام کرده‌است. ژرفای گزارش شده از سوی این سازمان ۳۳ کیلومتر می‌باشد.
شمار کشتگان زلزله حدود ۱۵۰۰۰ نفر بوده‌است.